# 考試潭
考試潭，是臺灣嘉義縣布袋鎮的一個傳統地域名稱，位於該鎮東北半部的中央地帶。相較於今日行政區，其範圍大致包括考試里不含北部邊界地帶及南部邊界地帶東段、西安里東南部不含東南端、振寮里不含西北端及南端、江山里北部凸出部分、東港里北部凸出部分的北大半部、新厝里東部邊界地帶中段。

## 歷史
台灣日治初期，考試潭地區為一街庄（舊制街庄），稱為「考試潭庄」，隸屬於大坵田西堡。該庄昔日北與過溝庄為鄰，東北與溪墘庄為鄰，東與菜舖廍庄為鄰，南邊東段及中段為崩山庄、前東港庄，南邊西段及西邊為內田庄。
1901年（日治明治三十四年）11月11日，全台設置二十廳，該庄隸屬於嘉義廳。1904年（明治三十七年）2月20日，該庄編入「布袋嘴區」，隸屬於嘉義廳。同年4月1日，該區、庄改隸屬於鹽水港廳。1909年（明治四十二年）10月25日，全台整併二十廳為十二廳，該區、庄改隸屬於嘉義廳。1910年（明治四十三年）1月18日，各區管轄區域調整，該庄仍隸屬於嘉義廳的「布袋嘴區」。1920年（大正九年）10月1日，全台廢十二廳改設五州二廳，該庄改制為「考試潭」大字，隸屬於臺南州東石郡布袋庄（新制街庄）。
戰後布袋庄改制為布袋鄉，隸屬於臺南縣，大字亦改制為村。1948年（民國37年）10月18日，布袋鄉升格為布袋鎮，村亦改制為里。1950年（民國39年）10月25日，雲、嘉、南分治，布袋鎮改隸屬於嘉義縣。

## 聚落
本地區發展較早的聚落有考試潭、鹿藔、後壁藔等，在日治期初期的官方地圖上已有記載。

## 交通
縣道161號是𧃽菜埔至新岑的道路，經過本地區考試潭聚落。由該道路北行可前往朴子市𧃽菜埔，並止於縣道157號、縣道168號共線路口；南行可前往布袋鎮東南部，並止於新岑南郊的省道台17線路口。
鄉道嘉18-1線是金京林至考試潭的道路，其東側端點（終點）位於本地區北部邊界東段的縣道161號路口。
鄉道嘉20線是新厝至考試潭的道路，其東側端點（終點）位於本地區中偏東的縣道161號路口。
鄉道嘉21線是後壁寮至後東港的道路，其北側端點（起點）位於本地區西南部後壁寮聚落的鄉道嘉20線轉角路口。

## 學校
- 景山國小振寮分校